# Carl Ludwig Kirschbaum

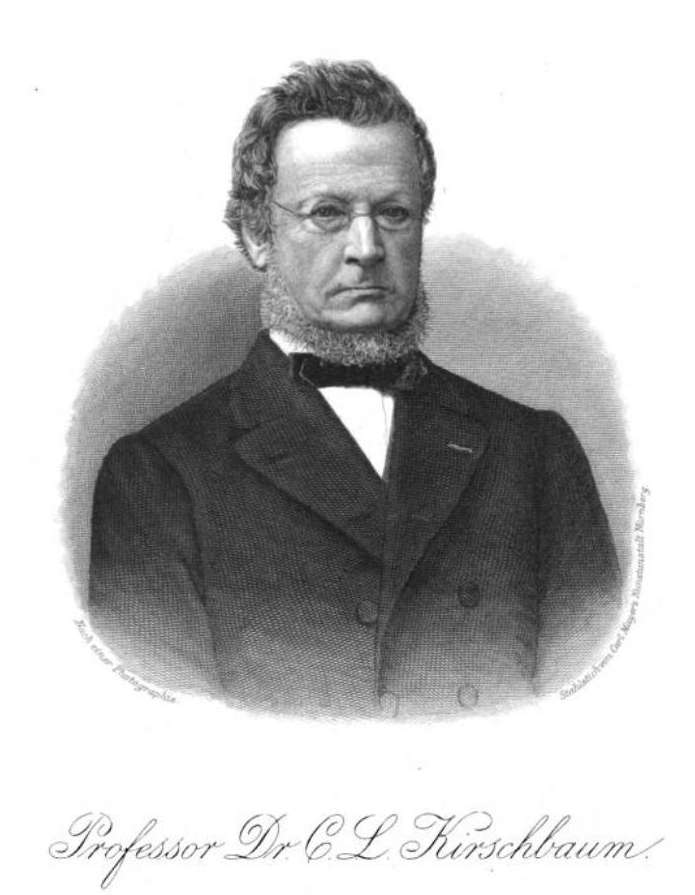
Carl Ludwig Kirschbaum.

Carl Ludwig Kirschbaum, född 31 januari 1812 i Usingen, död 3 mars 1880 i Wiesbaden, var en tysk entomolog, professor i biologi och museichef.
Kirschbaum var expert på Auchenorrhyncha. Hans samling finns i naturhistoriska museet i Wiesbaden.